# Assembleia Democrática Africana
A Assembléia Democrática Africana (em francês:  Rassemblement Démocratique Africain, RDA) foi um partido político da África Ocidental Francesa e da África Equatorial Francesa, que teve um importante papel na descolonização francesa da África. A RDA era composto de diferentes partidos políticos em todas as colônias francesas na África e durou de 1946 até 1958. Em certos pontos, a RDA era o maior partido político nas colônias na África e desempenhou um papel fundamental no desmantelamento do governo colonial francês juntamente com a facção africana da União Democrática e Socialista da Resistência (UDSR) - este mais esquerdista que a UDSR da metrópole. Embora o partido tenha sido dissolvido em grande parte em 1958 com independência das colónias, muitos dos novos partidos nacionais mantiveram a RDA em seu nome e alguns continuam a fazê-lo. A ideologia política do partido não apoiou a ruptura radical das colônias com a França, mas era anticolonial e pan-africanista em suas posições políticas.